# Gabriel Barthélemy de Gramond
Gabriel Barthélemy, Seigneur de Gramond (auch Namensform Grammont, latinisiert Gramundus; * um 1590 in Toulouse; † 1654 ebenda) war ein französischer Staatsbeamter und Geschichtsschreiber. 

## Leben
Gabriel Barthélemy de Gramond stammte aus einer alten Familie der ehemaligen Grafschaft Rouergue, die im Parlament von Toulouse eine Reihe von Räten gestellt hatte, und widmete sich ebenfalls der Rechtswissenschaft. Nach der Beendigung seiner Studien wirkte er zuerst einige Zeit als Mitglied des großen Rats, erhielt dann die durch den Tod seines Vaters freigewordene Stelle eines Präsidenten der Untersuchungskammer beim Parlament von Toulouse und wurde zuletzt Staatsrat. Er starb 1654 in Toulouse.
Gramond lehnte nichtkatholische Konfessionen strikt ab, wie seine Geschichte der Unterdrückung des Protestantismus in Frankreich (Historia prostratae a Ludovico XIII sectariorum in Gallia rebellionis, Toulouse 1623) beweist. In diesem Werk schildert er ausführlich die  Pariser Bluthochzeit (1572) und verbirgt sein Wohlgefallen an diesem Pogrom nicht, da er es als notwendig für die Ruhe seines Vaterlands betrachtete. Von demselben Standpunkt aus schrieb er auch seine Geschichte Frankreichs unter Ludwig XIII., die in der ersten Ausgabe (Ludovicus XIII sive Annales Galliae ab excessu Henrici IV …, Paris 1641) sehr selten geworden ist. Die zweite, mit dem Jahr 1610 einsetzende und bis 1629 fortgeführte Ausgabe (Historiarum Galliae ab excessu Henrici IV libri XVIII, quibus rerum per Gallos tota Europa gestarum accurata narratio continetur, Toulouse 1643 f.; Nachdrucke Amsterdam 1653 und 1699; Mainz 1673; Frankfurt und Leipzig 1674) hat bedeutende Änderungen erfahren und ist, da der Verfasser noch viele ihm früher unzugängliche Hilfsmittel benutzen konnte, der ersten vorzuziehen. Er stellte sich die Aufgabe, das berühmte historische Werk des Parlamentspräsidenten Jacques-Auguste de Thou fortzusetzen und diesem in der Darstellung nachzueifern, blieb aber weit hinter diesem zurück. Er sagt zwar, er habe zahlreiche Quellen benutzt, um die Tatsachen der Wahrheit entsprechend neutral ohne Vorurteil darzustellen. Allerdings vermochte er seine Parteilichkeit nicht immer zu unterdrücken und seine Schmeichelei gegen Richelieu überschreitet zuweilen alle Grenzen. Trotzdem spricht er auch öfters offen seine Missbilligung über manche Handlungen der Regierung aus, sodass seine Art und Weise dem Hof nicht gefiel und die von ihm beabsichtigte Fortsetzung seiner Geschichte bis zum Tod Ludwigs XIII. wegen des Widerstands des Kardinals Mazarin unterblieb. Sein Geschichtswerk ist eine nicht unbedeutende zeitgenössische Quelle für die Regierung Ludwigs XIII. und weist meist eine starke Abneigung gegen die Protestanten auf, wenn der Verfasser auch bisweilen die Hugenotten in Schutz nimmt. Gramond wollte Tacitus nachahmen, doch ist sein Stil schwülstig und geziert.